# Bourg-de-Bigorre
Bourg-de-Bigorre är en kommun i departementet Hautes-Pyrénées i regionen Occitanien i sydvästra Frankrike. Kommunen ligger i kantonen Lannemezan som tillhör arrondissementet Bagnères-de-Bigorre. År 2022 hade Bourg-de-Bigorre 196 invånare.

## Befolkningsutveckling
Antalet invånare i kommunen Bourg-de-Bigorre
| Referens: INSEE |